# 賴東明
賴東明（1934年6月6日—），生於日本東京，臺灣臺中人，畢業於臺灣省立第一中學、國立臺灣大學政治系。他是資深廣告人，素有「廣告教父」之美譽，曾擔任台灣活動發展協會創會理事長中華民國國際行銷傳播經理人協會創會會長、聯廣顧問、聯廣副總經理、聯廣總經理、聯廣副董事長、聯廣董事長等職務；後來於2004年6月5日宣布退休，並擔任聯廣名譽董事長一職。
退休之後的賴東明投身社會公益工作，曾任臺北市北區扶輪社第29屆社長、董氏基金會董事長，現任五美文教基金會董事長、好鄰居文教基金會董事長、台灣公益廣告協會理事長等職務。

## 生平簡歷
賴東明自臺大政治系畢業後，在臺中縣立神岡國民中學擔任教職。1962年，他在報紙上見到國華廣告招募會計人員，於是毛遂自薦進入該公司擔任業務助理，從此進入臺灣廣告界。在該公司任職期間，他於1966年9月1日催生了一本公司內部刊物《國華人》，除自行撰稿，且翻譯多本外國廣告書籍，直至第五期起由公司接手發行。
1974年5月，原先由徐達光創辦的「東海廣告公司」改組成「聯廣股份有限公司」，並由辜振甫出任董事長、徐達光擔任總經理。1977年5月，聯廣再度擴大改組，由葉明勳出任董事長、楊朝陽擔任副董事長、徐達光留任總經理。聯廣積極延攬賴東明擔任顧問，指導廣告作業流程、加強員工在職訓練。
1977年，賴東明與吳進生等人創辦廣告專業刊物《動腦雜誌》，他擔任發行人，吳進生則任社長。1978年，賴東明升任聯廣副總經理。1979年8月，由於「Corporate Identity System」（簡稱CIS）沒有固定的中文譯名，他與聯廣文案指導劉瑜美一同想出「企業識別系統」，遂成海峽兩岸間廣告界通用的固定譯名。1980年至1989年間，他升任聯廣總經理，創設「聯廣廣告班」，晚上將業績不佳的業務員集合起來上課。他在1981年8月間辦理「家庭用品固定樣品調查（panel survey）」，這是臺灣廣告界首創的廣告研究調查。同時由聯廣策畫製作的黑松汽水「熟悉的聲音篇」廣告獲得亞洲文化協會獎（簡稱ACC獎），這是臺灣本土廣告公司首度獲得國際廣告比賽大獎。
1984年，跨國廣告企業進入臺灣，本土廣告公司面臨跨國企業客戶的流失、人才的挖角、薪資的高漲、廣告活動與作業模式的改變等問題，促使整個臺灣廣告代理業的劇烈變化。1986年，聯廣投資成立「聯眾廣告公司」；賴東明並接受了美國克里奧國際廣告獎的臺灣區代表職務，呼籲臺灣廣告界多參與國際性廣告獎競賽。
1989年6月14日，聯廣進行大規模改組，賴東明升調副董事長，新任董事長為辜濂松，徐達光任創辦人，葉明勳則為名譽董事長，葉文立接任總經理；同年，該公司推出業界首創、由電腦繪圖的廣告作品「雲之海」，並於12月31日舉辦「電腦繪圖系統說明會」，將新式作業介紹給廣告主。1992年，賴東明升任聯廣董事長；1993年9月13日，在賴東明等人的奔走努力下，成立中華民國發行公信會，做為臺灣地區報刊雜誌發行量的公信稽查單位。1996年總統大選時，賴東明擔任李登輝、連戰競選總部文宣部主任。2004年6月5日，賴東明宣布退休，並擔任聯廣名譽董事長。
2000年，廣播電視事業發展基金董事會決議籌組收視率調查公司「廣電人市場研究公司」，籌備委員會由董事長賴東明擔任召集人、執行長盛建南統籌；2001年，廣電人市場研究公司成立，賴東明擔任董事長，股東包括老三台、民間全民電視公司、TVBS、中國廣播公司、正聲廣播公司、大千廣播電台、建國廣播公司、平誠公司、中華徵信所與日本Video Research；2005年，廣電人市場研究公司解散。

## 廣告教育
賴東明曾於政治大學、文化大學、實踐大學等校擔任廣告專任教師多年，並提供獎學金，對臺灣廣告教育做出許多貢獻：
- 他於政大、文化廣告系設置「明梅廣告策略提案競賽」，讓兩校廣告系二年級學生分組提出廣告策略，增加提案技巧的磨練。該競賽之名稱取賴東「明」與其夫人蔡雪「梅」而成。

- 1995年聯廣25週年慶時，他籲請各公司單位將祝賀花籃改成現金，以協助各校的廣告教育活動。結果收到約新臺幣67萬元，並由聯廣湊足新臺幣70萬元：其中30萬元捐助文化大學廣告系成立「臺灣廣告史研究中心」、30萬元捐助政治大學廣告系辦理「廣告講座」、剩餘10萬元則捐助國際廣告協會中華民國分會加強國際聯繫之用。

- 聯廣於1996年間由盈餘中提撥新臺幣10萬元給文化大學廣告系，做為辦理「聯廣廣告講座」的基金。

- 聯廣每年提供文化大學廣告系廣告教育獎學金一名。

## 著作
- 《成功的廣告活動》，臺北市：三民書局，1971年。
- 《市場行銷致勝之道：商品觀》，臺北市：出版家出版社，1978年。
- 《摘星的男人》 ，志垣芳生著、賴東明譯，臺南市：莊家出版社，1980年。
- 《點亮生命的燈光：80則廣告標題的人生啟示》，臺北市：自立晚報，1990年，ISBN 957-596-076-9。
- 《廣告鬼才：吉田秀雄》，永井龍男著、賴東明譯，臺北市：動腦雜誌社，1991年，ISBN 957-9587-00-0。
- 《政治廣告的新領域：鈔票換選票》，臺北市：哈佛企管出版社，1992年，ISBN 957-9436-31-2。
- 《播送節目的品質管理：赴日考察報告》，賴東明、賴國洲合著，臺北市：中華文化復興運動總會，1993年，ISBN 957-97053-3-X。
- 《30年廣告情：賴東明談廣告行銷傳播》，臺北市：臺灣英文雜誌社，1994年，ISBN 957-632-257-X。
- 《大才中才小才：開創運勢的行銷》，鳥井道夫著、賴東明譯，臺北市：臺灣英文雜誌社，1998年，ISBN 957-632-469-6。
- 《樂活人生》，臺北市：九歌出版社，2007年，ISBN 978-957-444-370-3。
- 《我看日本文化精神：有感人生》，臺北市：九歌出版社，2010年，ISBN 978-957-444-677-3。
- 《生命的奇幻旅程：啟迪心靈成長的6個故事》，堀貞一郎原創，賴東明翻譯改寫，臺北市：董氏基金會《大家健康》雜誌，2013年，ISBN 978-986-85449-6-3。
- 《用心就有感：開啟你工作與生活的幸福思維》，臺北市：董氏基金會《大家健康》雜誌，2014年，ISBN 978-986-90432-0-5。
- 《人生有味：側身服務巨輪》，臺北市：秀威經典，2015年，ISBN 978-986-92097-1-7。[7]
- 《感謝北區扶輪40年》，臺北市：北市北區扶輪社，2018年，ISBN 978-986-87623-2-3。
- 《感謝廣告55年，幸遇貴人，幸得機會》，臺北市：秀威經典，2019年，ISBN 978-986-97053-6-3。
- 《日本廣告帶給我感動》，臺北市：秀威經典，2020年，ISBN 978-986-98273-8-6。

## 得獎紀錄
- 1996年：國際行銷及銷售主管協會十大傑出人獎。
- 2005年：經濟部商業司「廣告終身成就獎」[8]。

## 逸事
六〇年代初期，賴東明接手黛安芬內衣的廣告活動。由於黛安芬是舶來品，且當時臺灣民風保守，社會大眾對內衣、胸罩毫無概念，於是賴東明建議廣告主舉辦公關表演活動。不過因為當時屬戒嚴時期，任何集會皆須經過警備總部許可。於是賴東明邀請中央日報社合辦，將最後一場活動訂成慈善表演，售票所得之款項捐贈給宋美齡創辦的華興育幼院。前幾場表演則招待經銷商以宣傳商品概念，並邀請婦女界領袖、傳播媒體等人出席，使得社會進一步認識內衣、胸罩。
中央日報社董事長曹聖芬代表華興育幼院與黛安芬簽約，表演才得以開始。此外，為了答謝當年批准表演的教育部文化局局長王洪鈞，賴東明在擔任文化大學傳播學院院長時，提供了獎學金給該學院廣告系。

## 外部連結
- 臺北市廣告代理商業同業公會：賴東明 （页面存档备份，存于）
- 政大廣告系畢業展部落格：時時刻刻想創意的廣告人－『廣告教父』賴東明專訪 （页面存档备份，存于）
- 九歌文學網：賴東明 （页面存档备份，存于）